# Xanthopimpla didyma
Xanthopimpla didyma là một loài tò vò trong họ Ichneumonidae.